# Курт Швіттерс
Курт Швіттерс (нім. Kurt Schwitters; 20 червня 1887, Ганновер — 8 січня 1948, Кендал, Велика Британія) — німецький художник і письменник.

## Життєпис
Курт Швіттерс народився у Ганновері 8 січня 1887 року. З підліткового віку хворів епілепсією, що вплинуло на все його життя. Під час Першої Світової війни був мобілізований. Навчався живопису в Дрезденській академії мистецтв у Карла Банцера. Брав участь у видавництві авангардистського журналу «Штурм». Швіттерс за стилем був близький до дадаїзму, конструктивізму, сюрреалізму та експресіонізму. Його друзями були Ганс Арп, Лисицький Лазар Маркович. Кілька років він провів в таборах для ув'язнених німців та австрійців, продовжував створювати роботи з підручних матеріалів.
У 1937 році Швіттерс покинув Німеччину, жив в Осло, а з 1940 р, після приходу туди нацистів — у Великій Британії. Кілька років працював креслярем на фабриці. У 1918 році Швиттерс почав створювати твори мистецтва зі сміття. Свій стиль він називає «Мерц», і з 1923 по 1932 рік випускає журнал з такою ж назвою. Художник займався рекламою і графічним дизайном. У 1937 році нацисти визнали творчість Швіттерса «дегенеративною», і він переїхав до Норвегії, а потім до Великої Британії. Художник помер на наступний день після отримання британського громадянства.

## Творчість
Свої колажі художник створював з сміття: зламаних речей, уривків паперу. У друкованих роботах він також ішов наперекір багаторічним традиціям. Курт Швіттерс проголосив рівність матеріалів для творчості. Він підбирав сміття, і воно для нього було чудовим матеріалом для створення картин. Трамвайний квиток, конверт, шматок дерева, тара — все підходило. Швіттерс також робив колажі, «скульптури» з різних матеріалів. Його називали естетом за створення ліричних і красивих робіт. Художник — творець першої інсталяції, в яку він перетворив свій будинок. Він зробив більше 5 000 робіт, з яких збереглося близько 2500.
Швіттерс — автор поеми — колажу «Присвячується Ганні Блюм» (1919), творець заумної «звукової поезії» («Прасоната» 1922–1932). Його твори були представлені на відомій Мюнхенській виставці «дегенеративного мистецтва» (1937), організованої нацистами.
Архів Швіттерса знаходиться в Музеї міста Ганновер. Каталог його робіт у трьох томах видано в Німеччині в 2000–2006 рр. У 1995 році велика виставка його робіт пройшла в парижському Центрі Жоржа Помпіду. У 2005 році твори Швіттерса були представлені в рамках широкої ретроспективи дадаїстів. Творчість Швіттерса мала вплив на американське авангардне мистецтво.

## Літературні твори
- Poems, performance pieces, proses, plays, poetics. Philadelphia: Temple UP, 1993.
- Das literarische Werk. Hrsg. von Friedhelm Lach. 5 Bände. Köln: DuMont, 1974—1981.

## Галерея

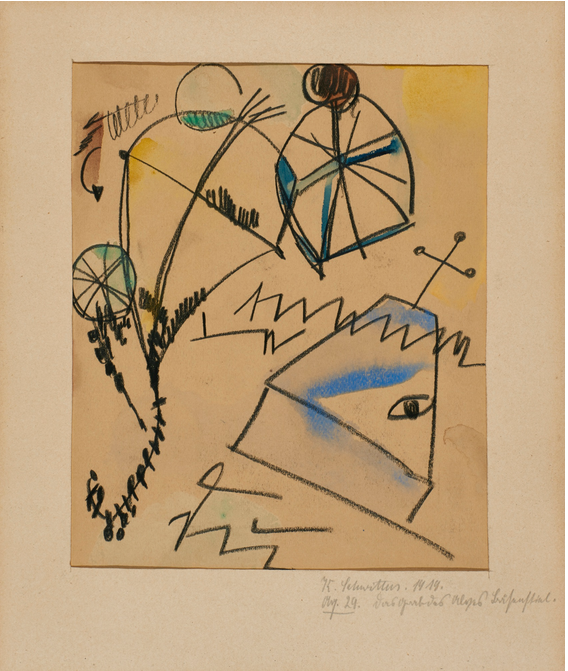
The Grave of Alves Bäsenstiel, 1919, drawing (narrator's name in his poem 'An Anna Blume)
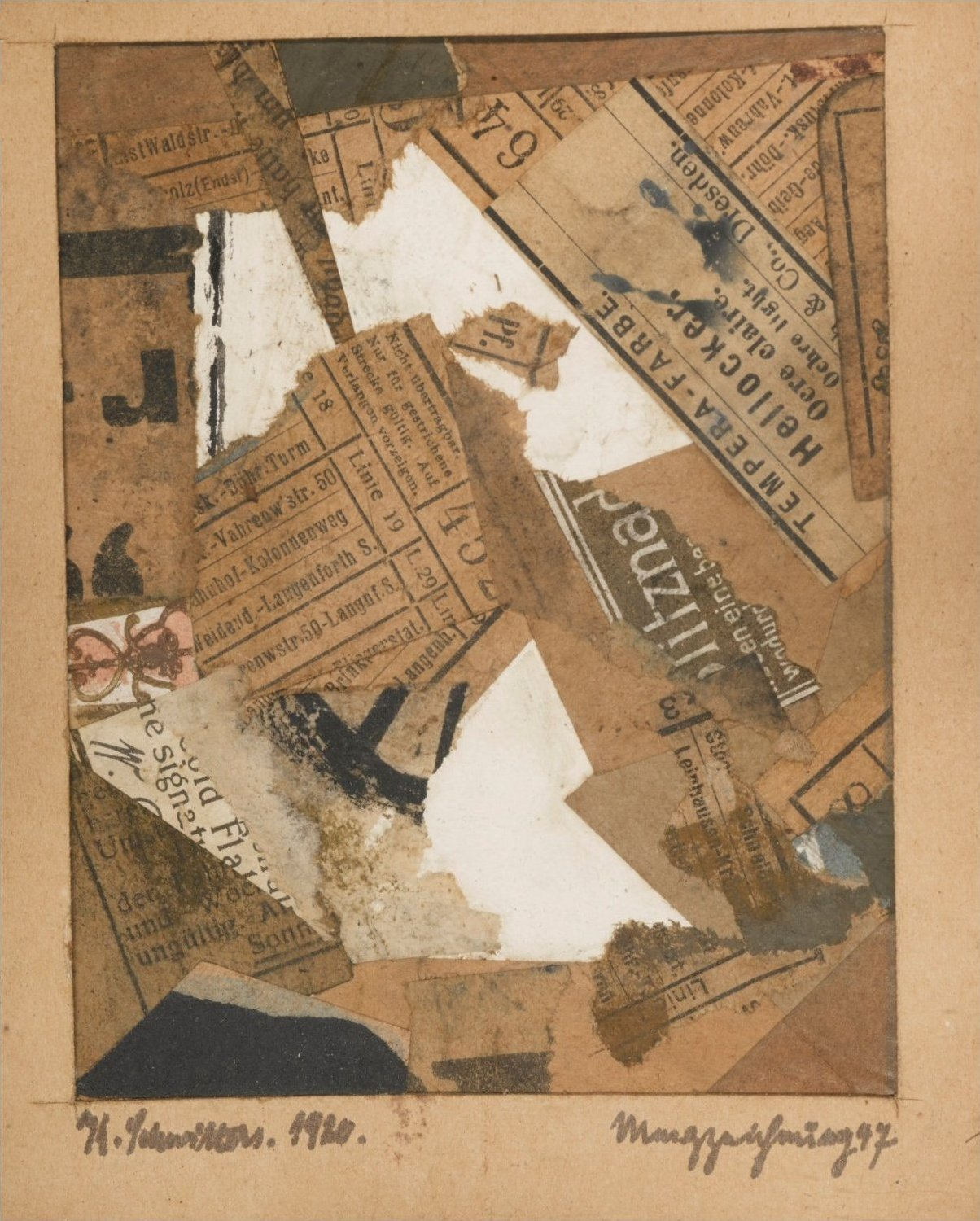
Merz-drawing 47, 1920, collage on board
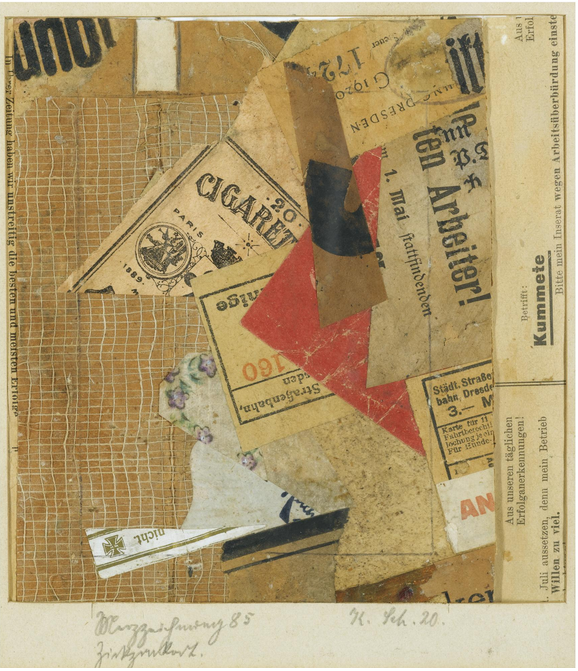
Merz-drawing 85, Zig-Zag Red, 1920, collage
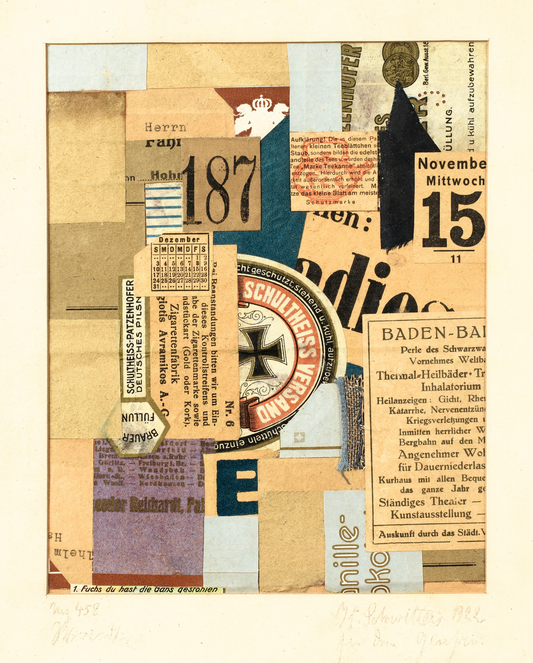
Merz 458 Wriedt, 1922, collage
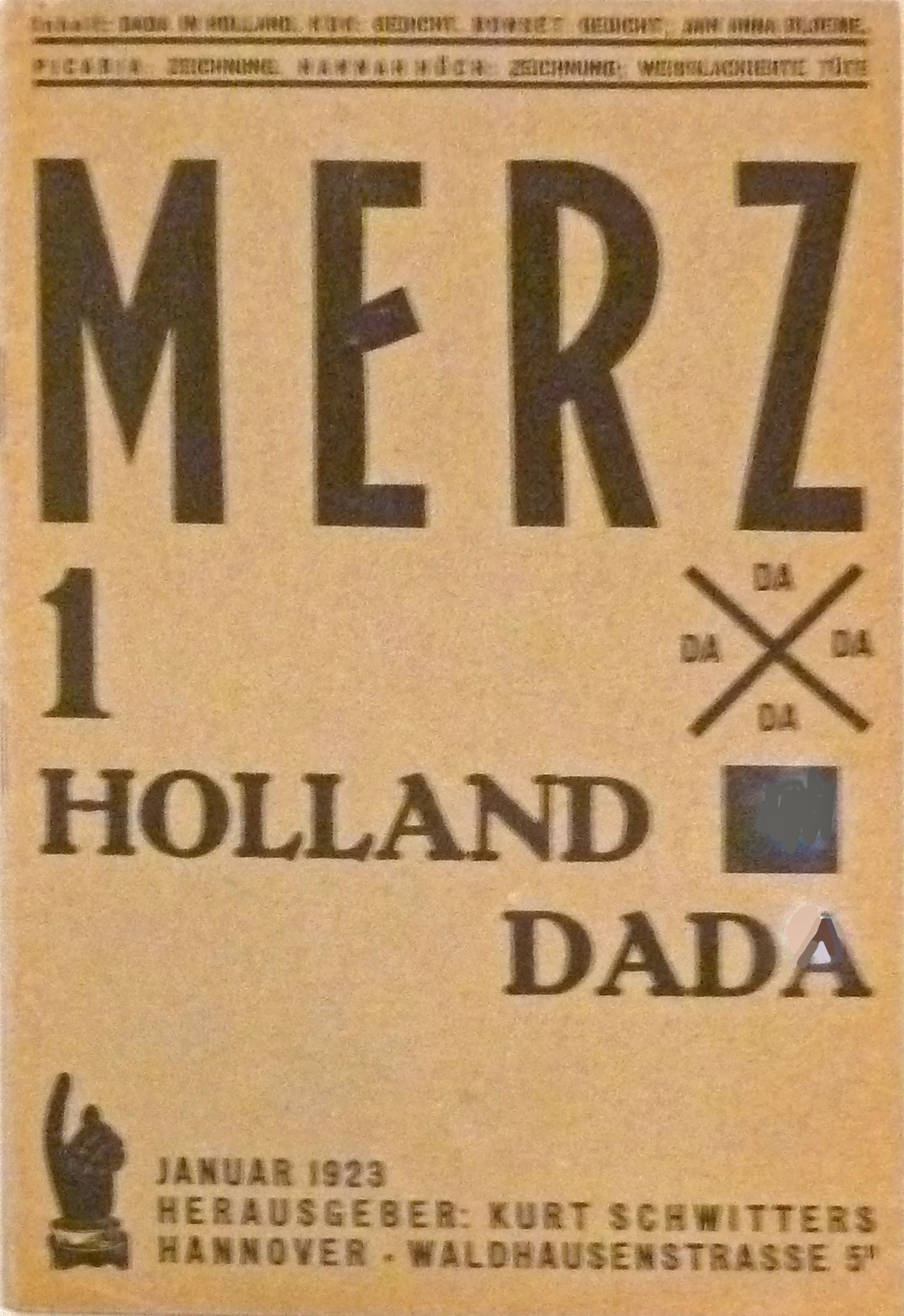
Merz 1. - Holland Dada, 1923, printed cover of his first Merz-publication
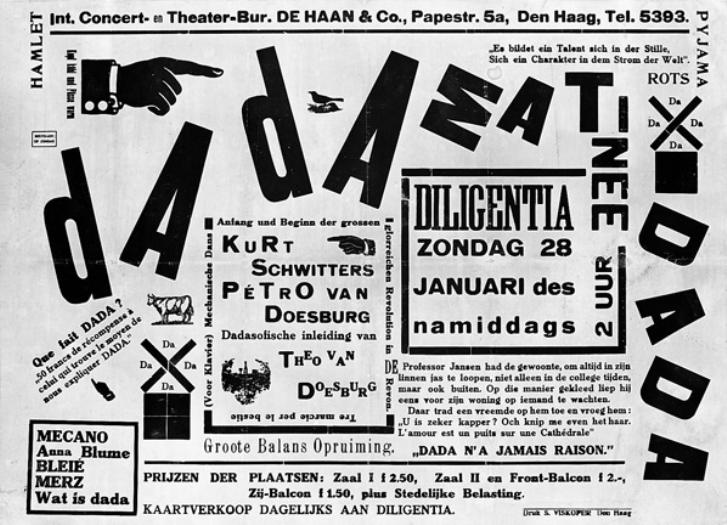
Poster for Dada Matinée, Jan. 1923, printed poster, announcing Kurt Schwitters, Theo van Doesburg & his wife Nelly
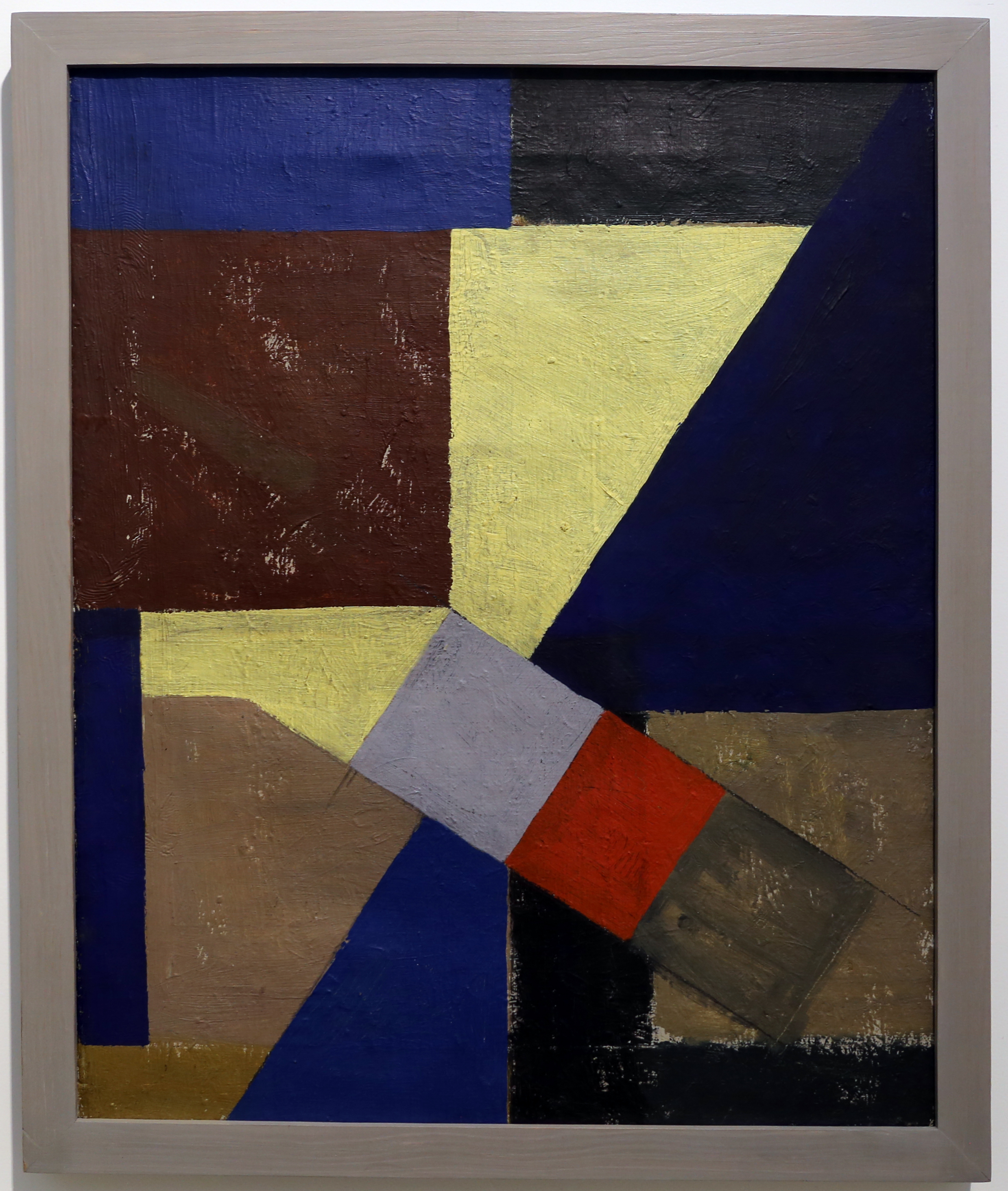
Abstract Composition, 1923-25, oil-painting
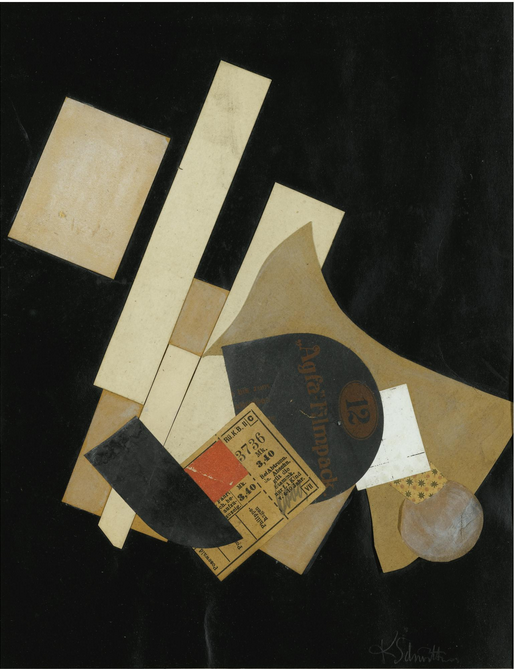
Untitled (Agfa-Filmpack), c. 1925, collage
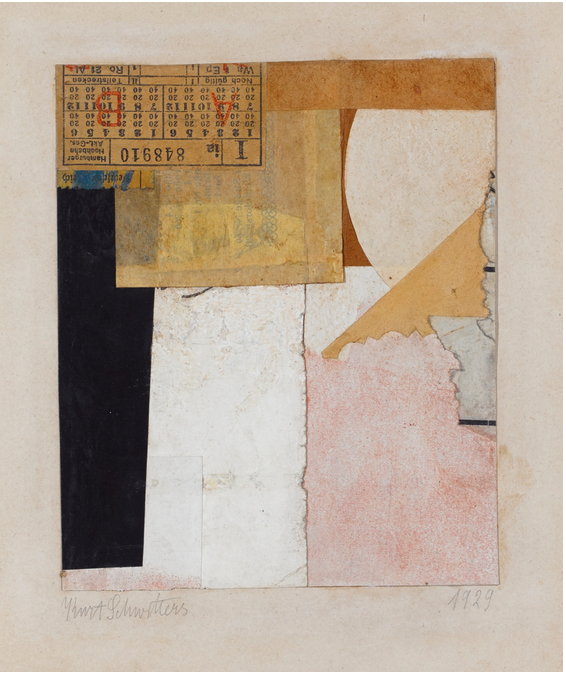
Untitled (Hamburg elevated train), 1929, collage on paper on board
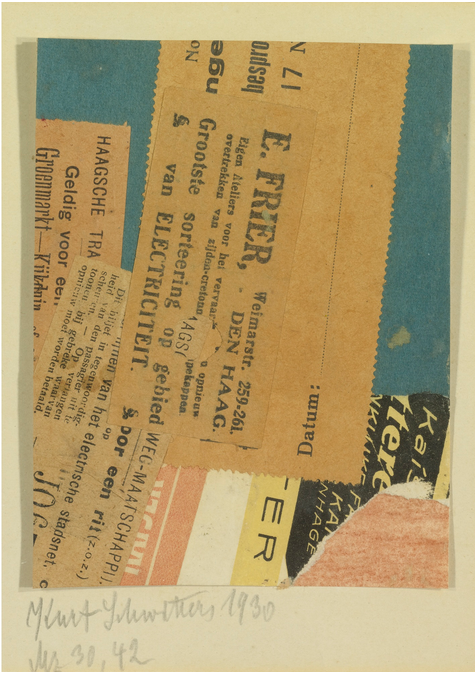
Merz 30, 42, 1930, collage
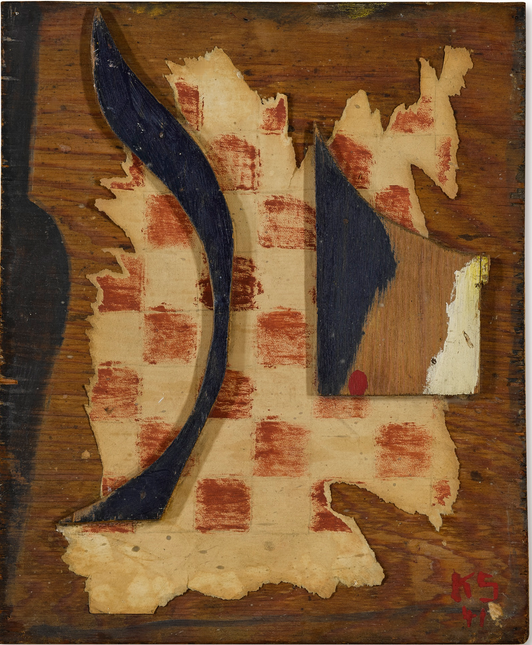
Untitled (Chessman), 1941, collage, oil, paper and wood on plywood
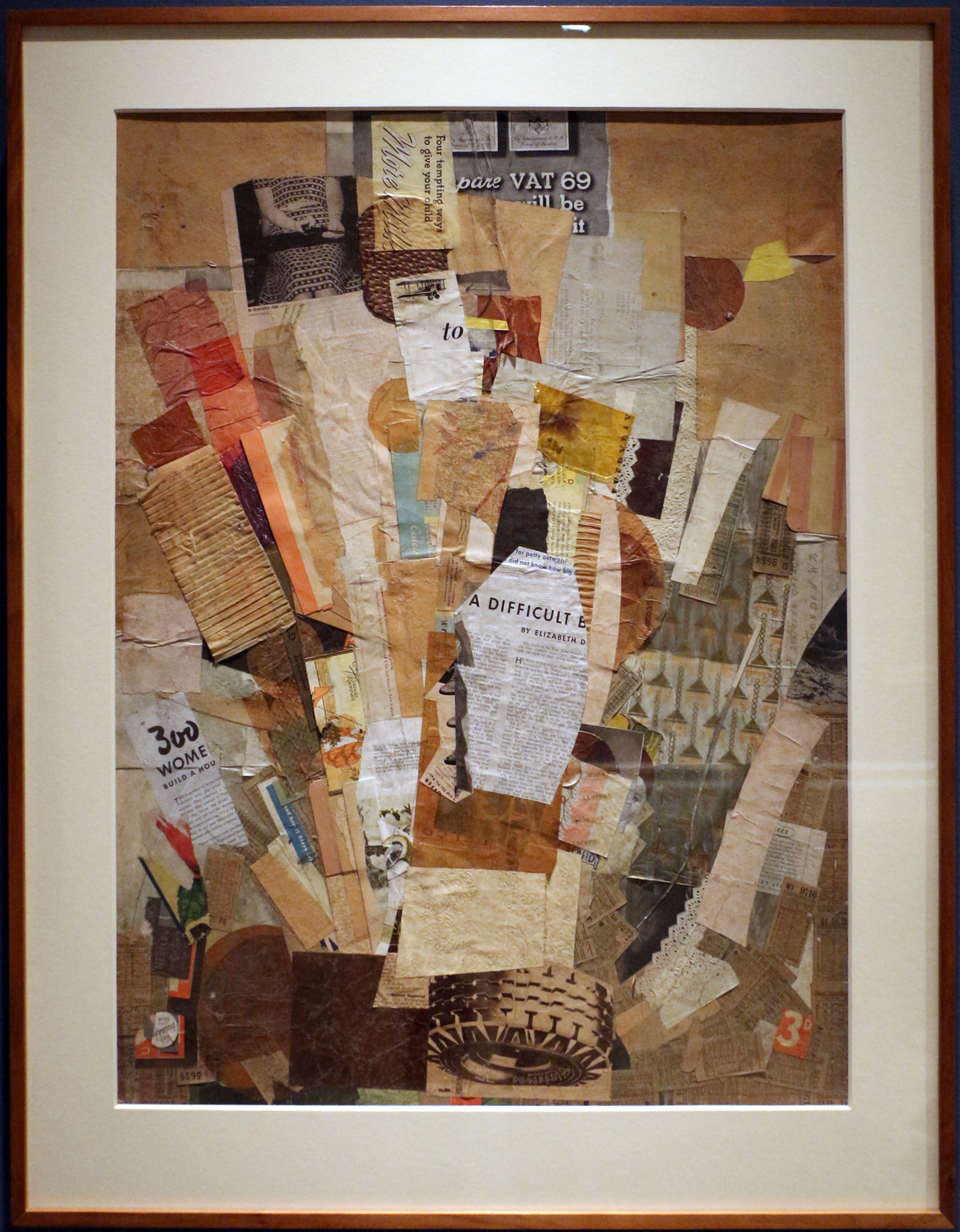
Untitled, early 1940's, collage
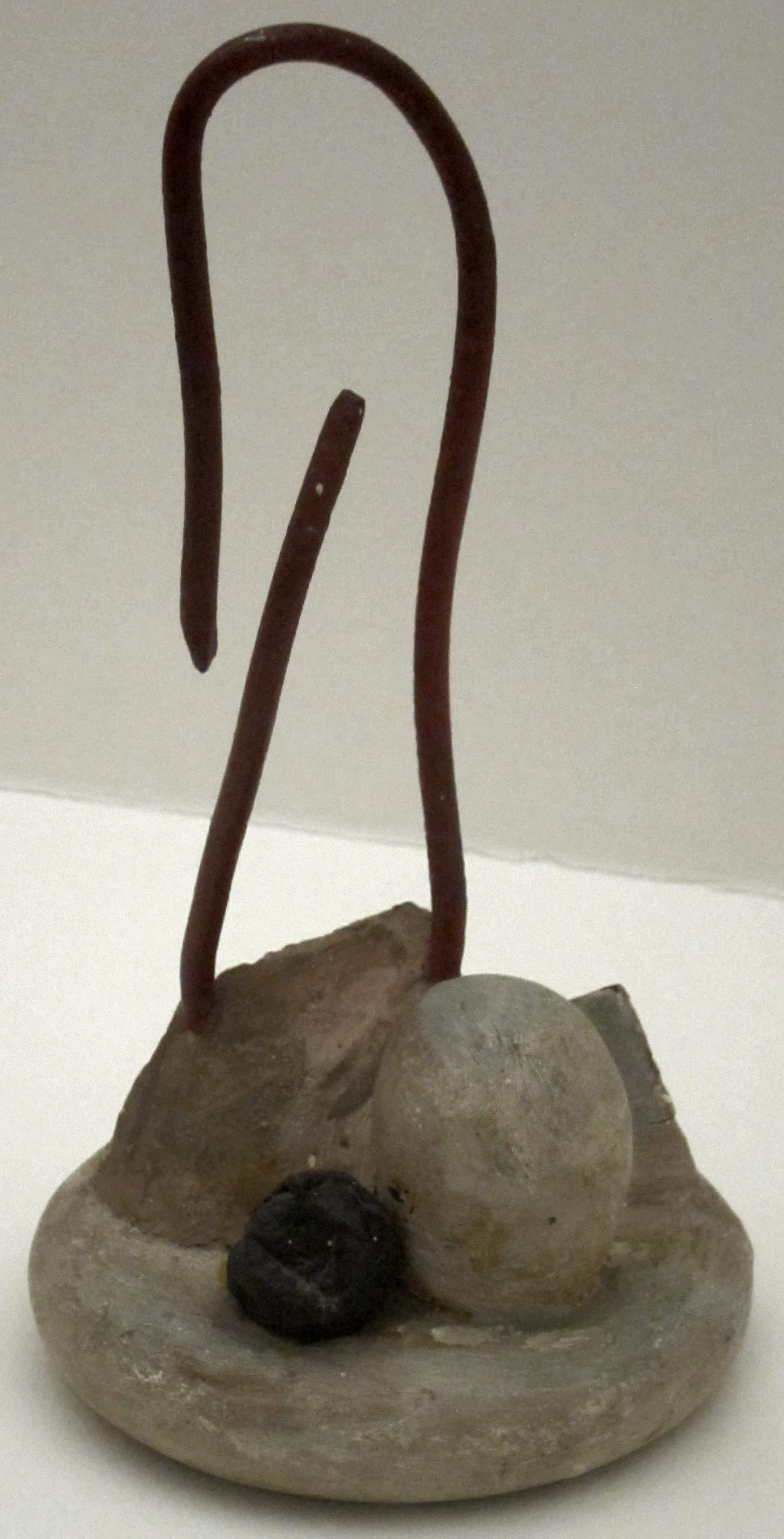
Red wire sculpture, 1944, stone and metal
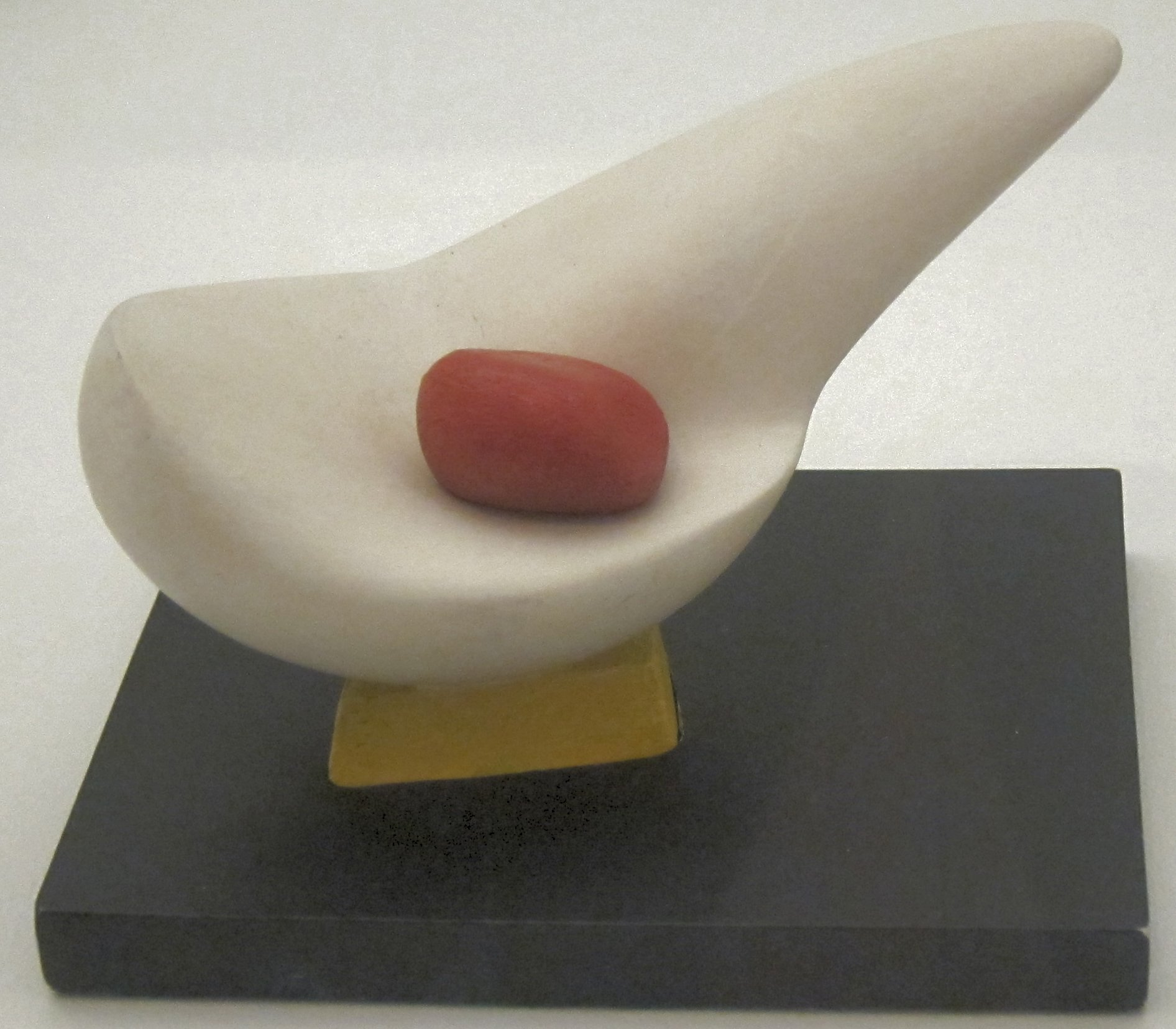
Mother and Egg, 1945-47, mixed media sculpture
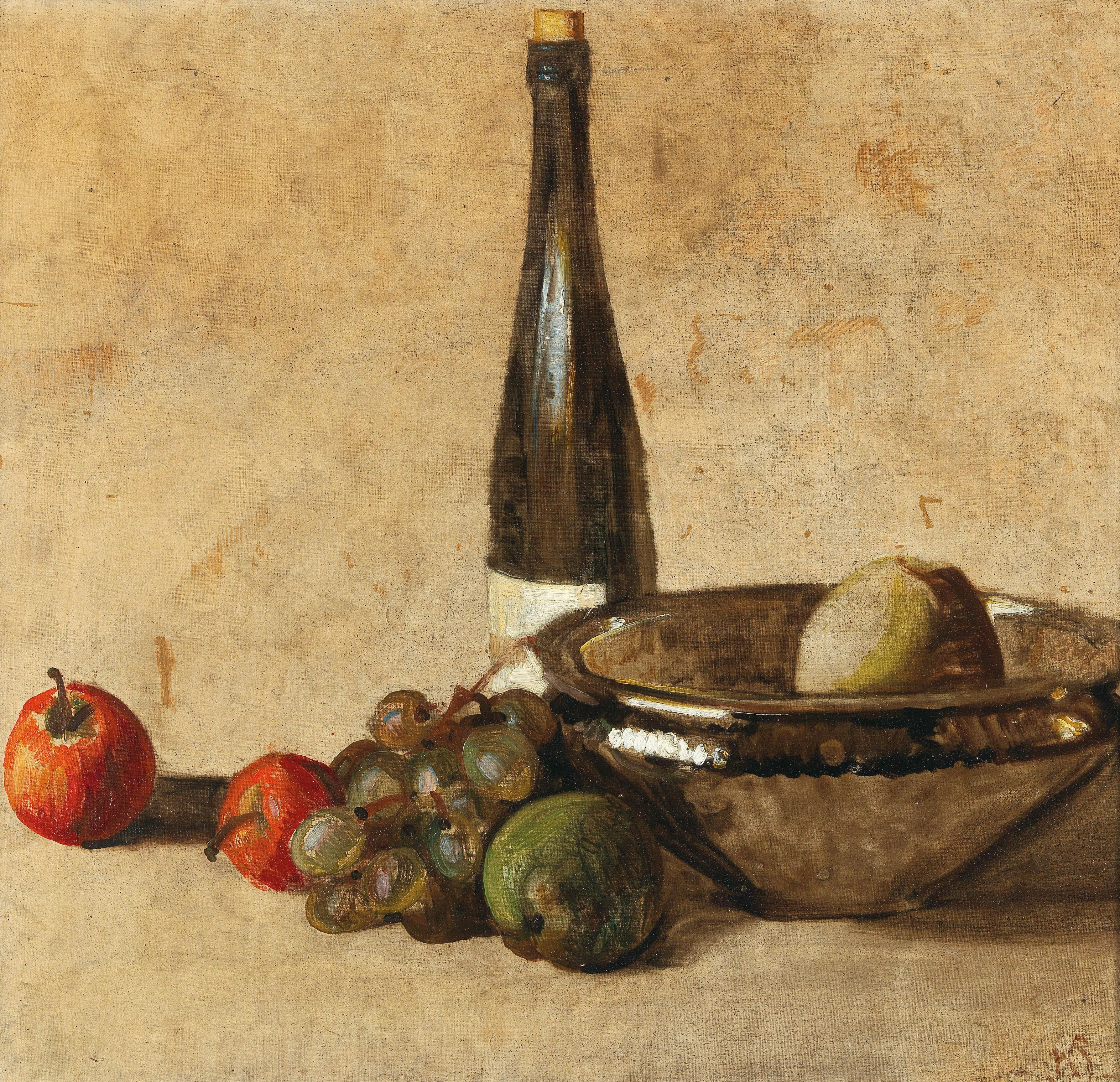
Still life with wine bottle and fruit, c. 1948, oil on canvas